# America FC (Rio de Janeiro)

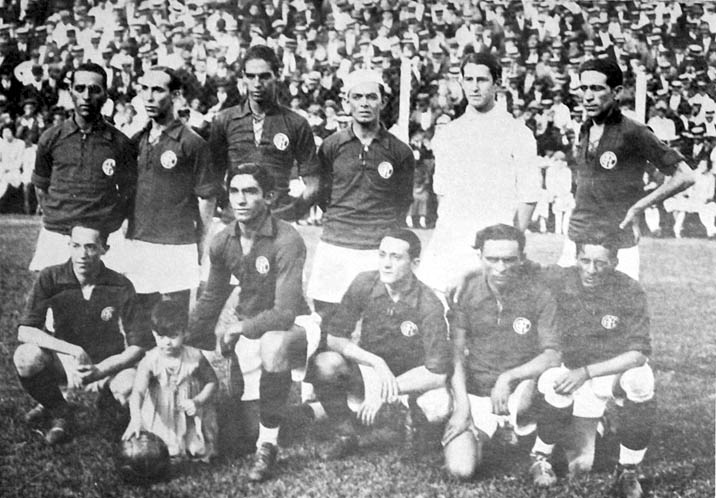
America FC, 1929.

America Football Club – brazylijski klub piłkarski z siedzibą w mieście Rio de Janeiro.

## Osiągnięcia
- Mistrz stanu Rio de Janeiro (Campeonato Carioca) (7): 1913, 1916, 1922, 1928, 1931, 1935, 1960
- Wicemistrz stanu Rio de Janeiro (Campeonato Carioca) (8): 1911, 1914, 1917, 1921, 1929,1950, 1954, 1955.
- Taça Guanabara: 1974
- Finał Taça Guanabara (5): 1967, 1975, 1981, 1983, 2006.
- Taça Rio: 1982
- Torneio dos Campeões: 1982
- Półfinał Taça Brasil: 1961

## Historia
Klub America założony został 18 września 1904 roku. Założycielami klubu byli: Alberto Koltzbucher, Alfredo Guilherme Koehler, Alfredo Mohrsted, Gustavo Bruno Mohrsted, Henrique Mohrsted, Jayme Faria Machado oraz Oswaldo Mohrsted.
W 1905 roku America razem z Bangu AC, Botafogo, Petrópolis, Fluminense FC i Futebol Atlético Clube założyła Liga de Football do Rio de Janeiro, pierwszą federację piłkarską w Rio de Janeiro.

### Najlepsi strzelcy w historii klubu
1. Luisinho Lemos : 311 bramek
2. Edu : 212 bramek
3. Maneco : 187 bramek
4. Plácido: 167 bramek
5. Carola : 158 bramek
6. Chiquinho : 102 bramki

### Rekordowa liczba widzów na meczach klubu
1. America - Fluminense, 0:2, 141 689 (120 178 siedzących), 9 czerwca 1968
2. America - Flamengo, 1:4, 139 599, 4 kwietnia 1956
3. America - Vasco, 1:2, 121 765, 28 stycznia 1951
4. America - Flamengo, 1:0, 104 532, 25 kwietnia 1976
5. America - Flamengo, 5:1, 100 000, 1 kwietnia 1956
6. America - Fluminense, 2:0, 100 000, 17 marca 1956
7. America - Fluminense, 2:1 98 099, 18 grudnia 1960
8. America - Fluminense, 1:0, 97 681, 22 września 1974
9. America - Fluminense, 0:1, 96 035, 17 kwietnia 1975
10. America - Flamengo, 1:1, 93 393, 19 maja 1969